# Centro municipal de tenis Vall d'Hebron
El centro municipal de tenis Vall d'Hebron (en catalán: centre municipal de tennis Vall d'Hebron) es una instalación deportiva ubicada en el distrito de Horta-Guinardó de Barcelona. Su principal función es la práctica y enseñanza del tenis. Es gestionado directamente por el Ayuntamiento de Barcelona. Además es la casa de la Federación Catalana de Tenis.

## Historia
Fue inaugurado en 1992 bajo diseño del arquitecto Tonet Sunyer con motivo de la celebración del torneo de tenis de los XXV Juegos Olímpicos. 
Se construyeron diecisiete pistas de tenis de tierra batida. Solamente se utilizaron como pistas de juego nueve (tres como área de competición y seis para entrenamiento), tres sirvieron para ampliar las gradas de la pista principal y el resto fue dedicado para el área de prensa y de descanso y servicios para los jugadores. La pista principal, que cuenta con gradas para 3400 espectadores, se amplió para 8000. Las dos pistas menores cuentan con gradas para 1000 personas.
Con posterioridad a los Juegos, la instalación acogió una eliminatoria de Copa Davis entre España y Holanda en 1993 y una eliminatoria de Copa Federación entre España y Polonia en 2014. También ha albergado algunas ediciones del Torneo WTA de Barcelona.

## Instalaciones
Cuenta con diecisiete pistas de tenis de tierra batida, siete pistas de tenis de suelo sintético, seis pistas de pádel, un frontón, una pista de baloncesto y una piscina. Todas estas instalaciones son exteriores.
En sus instalaciones interiores se puede practicar la gimnasia aeróbica, fitness, taichí o el baile de salón.